# Pronephrium moniliforme
Pronephrium moniliforme är en kärrbräkenväxtart som först beskrevs av Tag. och Iwatsuki, och fick sitt nu gällande namn av Holtt. Pronephrium moniliforme ingår i släktet Pronephrium och familjen Thelypteridaceae. Inga underarter finns listade.